# Château d'Arques
Ne doit pas être confondu avec Château d'Arques-la-Bataille.
Le château d'Arques (Arcas en occitan) est une ancienne maison forte, de la fin du XIIIe siècle, qui se dresse sur la commune française d'Arques dans le département de l'Aude en région Occitanie.
Le château fait l’objet d’un classement au titre des monuments historiques par arrêté du 16 août 1887.

## Localisation
Le donjon est situé à l'écart à 600 mètres à l'ouest de la commune d'Arques, au sud-est de Carcassonne, dans le département français de l'Aude. Il est regroupé au sein des châteaux du pays cathare.

## Historique
Au XIIe siècle, un conflit oppose le vicomte de Carcassonne et plusieurs seigneurs dont ceux d'Arques et de Lagrasse. Les terres d'Arques deviennent la propriété des seigneurs de Termes.
En 1217, Béranger d'Arques figure parmi les proches de Guillaume de Peyrepertuse. En 1231, après la prise du château de Termes durant la croisade contre les Albigeois, Simon IV de Montfort s'attaque à Arques. Après avoir brûlé le village (Villa de Arquis), situé sur les bords du Rialsès, il donne cette partie du Razès à un de ses lieutenants, Pierre de Voisins. En 1265, un autre Pierre de Voisins, seigneur du lieu, condamne plusieurs sorciers et sorcières dépendant de sa juridiction.
En 1284, Gilles de Voisins commence les travaux de construction du château. Il s'agissait de défendre la vallée du Rialsès et de contrôler les voies de la transhumance qui menaient aux Corbières.
En 1316, Gilles II de Voisins dit « Gilet » remanie et achève la construction du château. En 1495, les habitants de Valmigère ont l'obligation de monter la garde de jour au château.
En 1518, Françoise de Voisins, dernière héritière des Voisins, épouse Jean de Joyeuse auquel revient la baronnie d'Arques. Elle donnera naissance notamment à Guillaume de Joyeuse. Le château est alors délaissé au profit de Couiza. En 1575, le château est assiégé par les huguenots et seul le donjon résiste à l'assaut.
À partir de la Révolution, le château tombe en ruine. Il est vendu comme bien national puis subit quelques dommages. Après son classement en 1887, il est alors rénové et reconstruit en partie, puis ouvert à la visite.

## Description

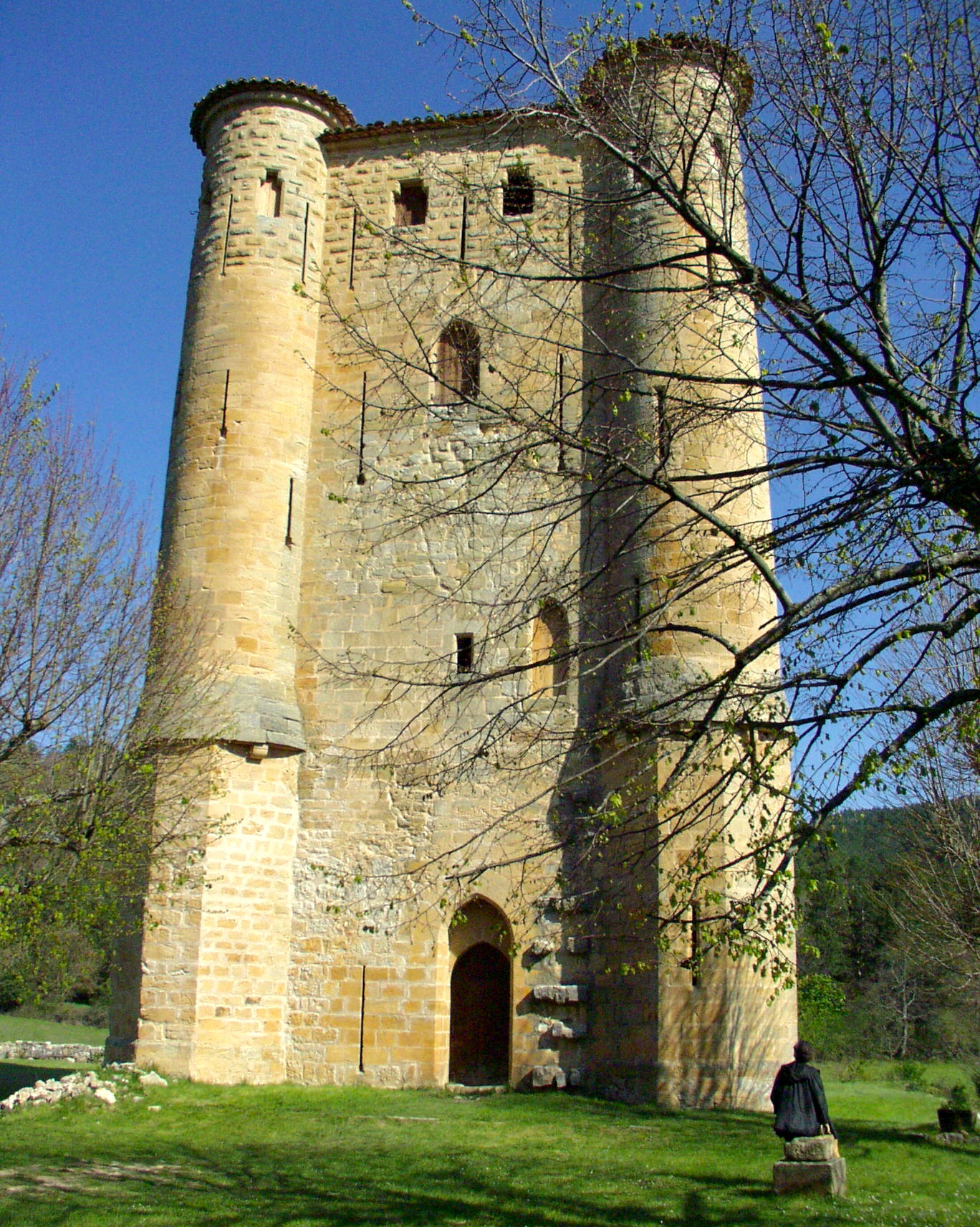
Le donjon.

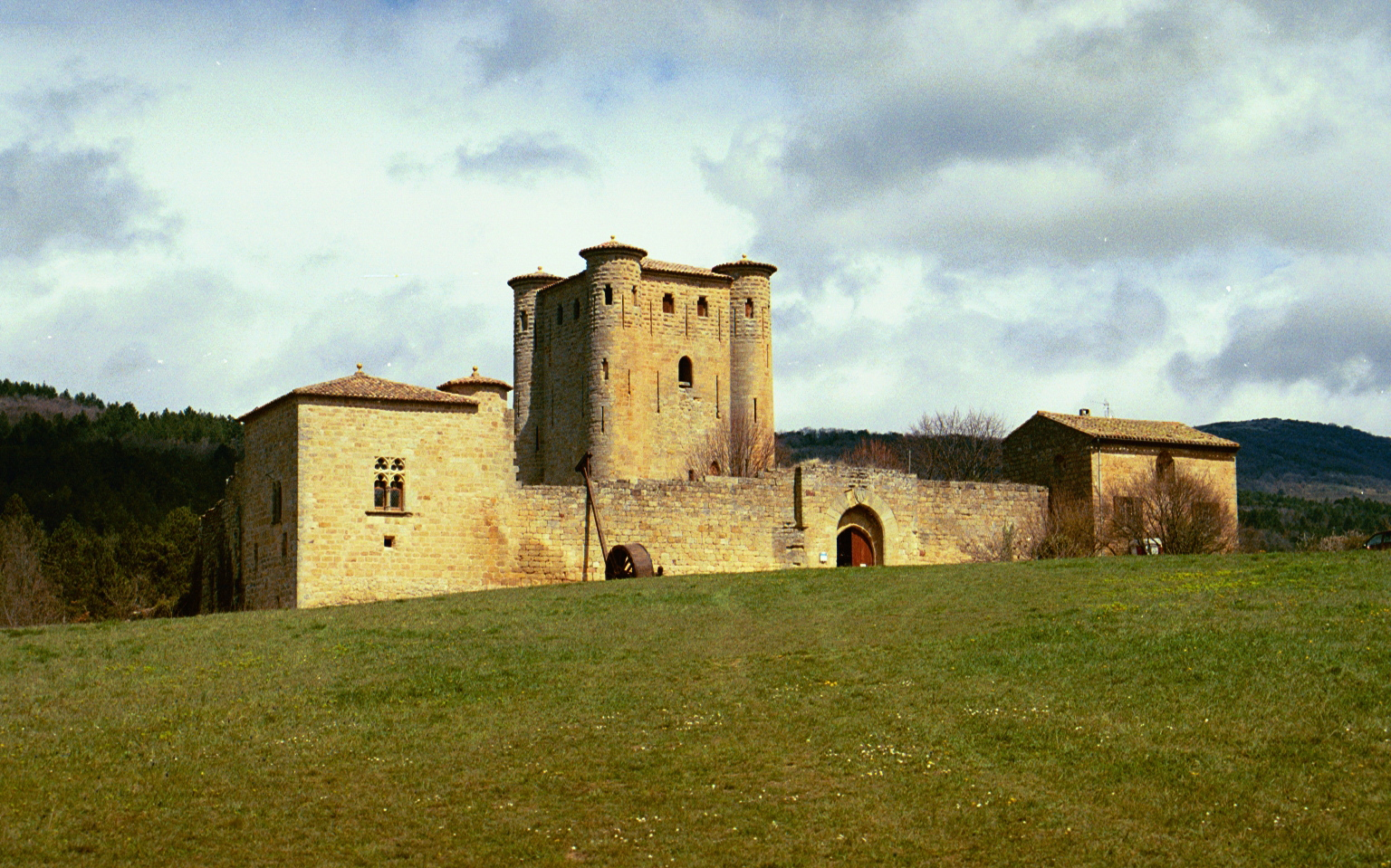
Le château d'Arques.

La maison forte d'Arques dont le plan architectural présente tous les attributs du château : tour maitresse (donjon), tours d'angles, courtines, porte fortifiée, etc., n'en a pas le statut.
La maison forte est constituée d'une enceinte et d'un « haut donjon » carré cantonné de quatre tourelles d'angle circulaires construites sur contreforts au centre de la cour. Elle a été construite à la fin du XIIIe siècle, après la croisade contre les Albigeois, sur les terres données à Pierre de Voisins, un des lieutenants de Simon de Montfort.
L'enceinte presque carrée 51 × 55 mètres, sur laquelle devaient s'appuyer de nombreux bâtiments, est percée d'une porte à assommoir, marquée aux armes de la famille de Voisins (De gueules à trois fusées d'or en fasce, accompagnées en chef d'un lambel à quatre pendant de même), donne accès à une vaste cour. Dans les angles bien conservées, subsistent deux tours-logis. L'une d'elles a son premier niveau voûté en berceau et le second en ogives sur culots sculptés ; deux personnages, un homme et une femme à la mode de la fin du XIIIe et du début du XIVe siècle. Pour accéder aux latrines on empruntait un couloir construit en partie dans l'épaisseur du mur et reposant en partie sur un arc.
Le donjon carré, édifiée vers 1300, haut de 25 mètres, est un chef-d'œuvre d'architecture militaire gothique inspirée d'Ile de France. Il comporte quatre niveaux desservis par un escalier à vis logé dans l'une des tourelles circulaires. Les différentes salles ont été construites avec un soin extrême et le sommet de la tour maîtresse, arbore un appareil à bossages. Le dernier étage était consacré à la défense du château. Une quarantaine de soldats pouvaient défendre en même temps le donjon grâce aux nombreuses archères et baies rectangulaires qui ajourent symétriquement les murs. C'est un bon exemple des progrès des constructions militaires, désormais complexes et savantes, dans une zone stratégiquement sensible.

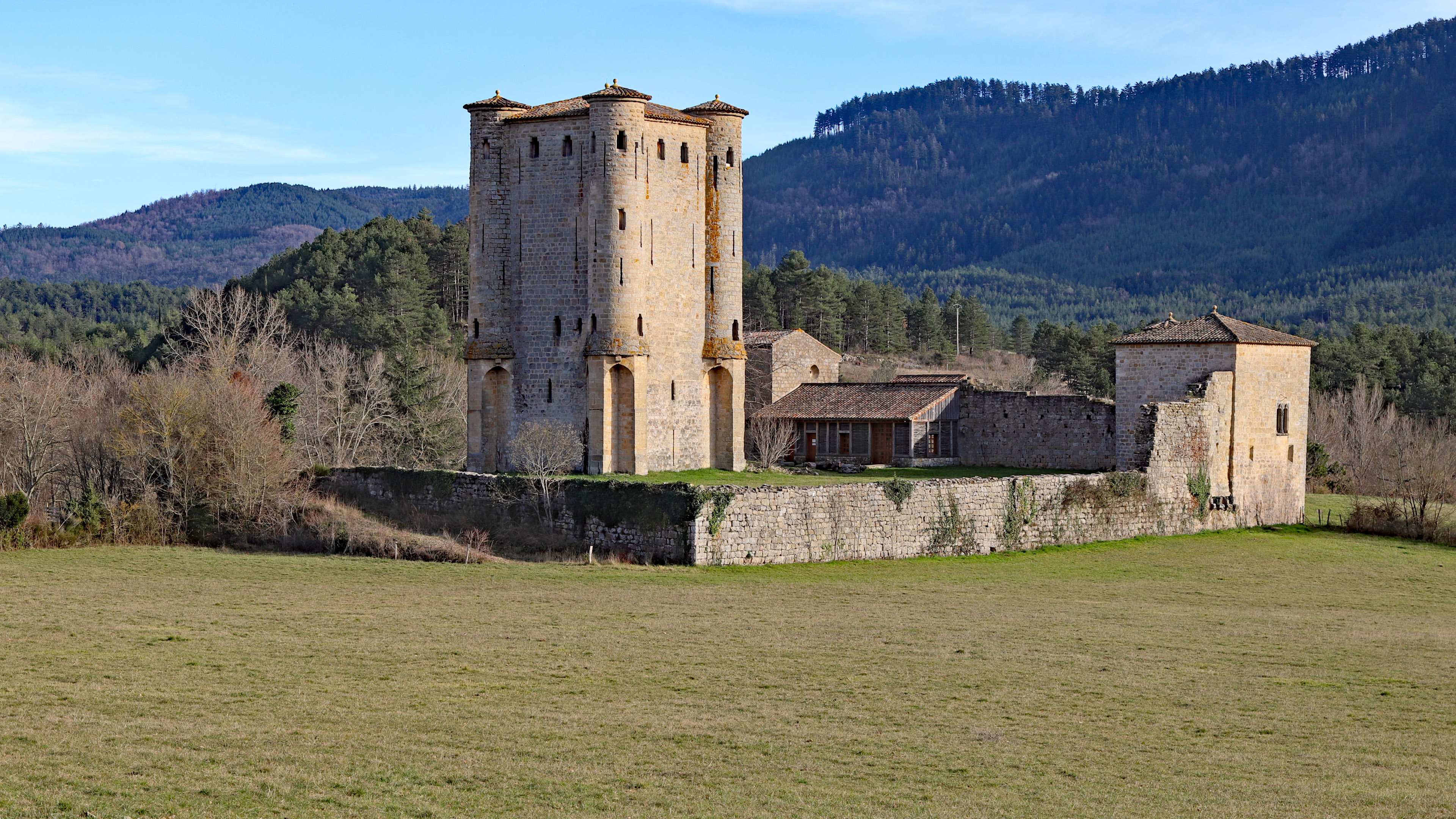
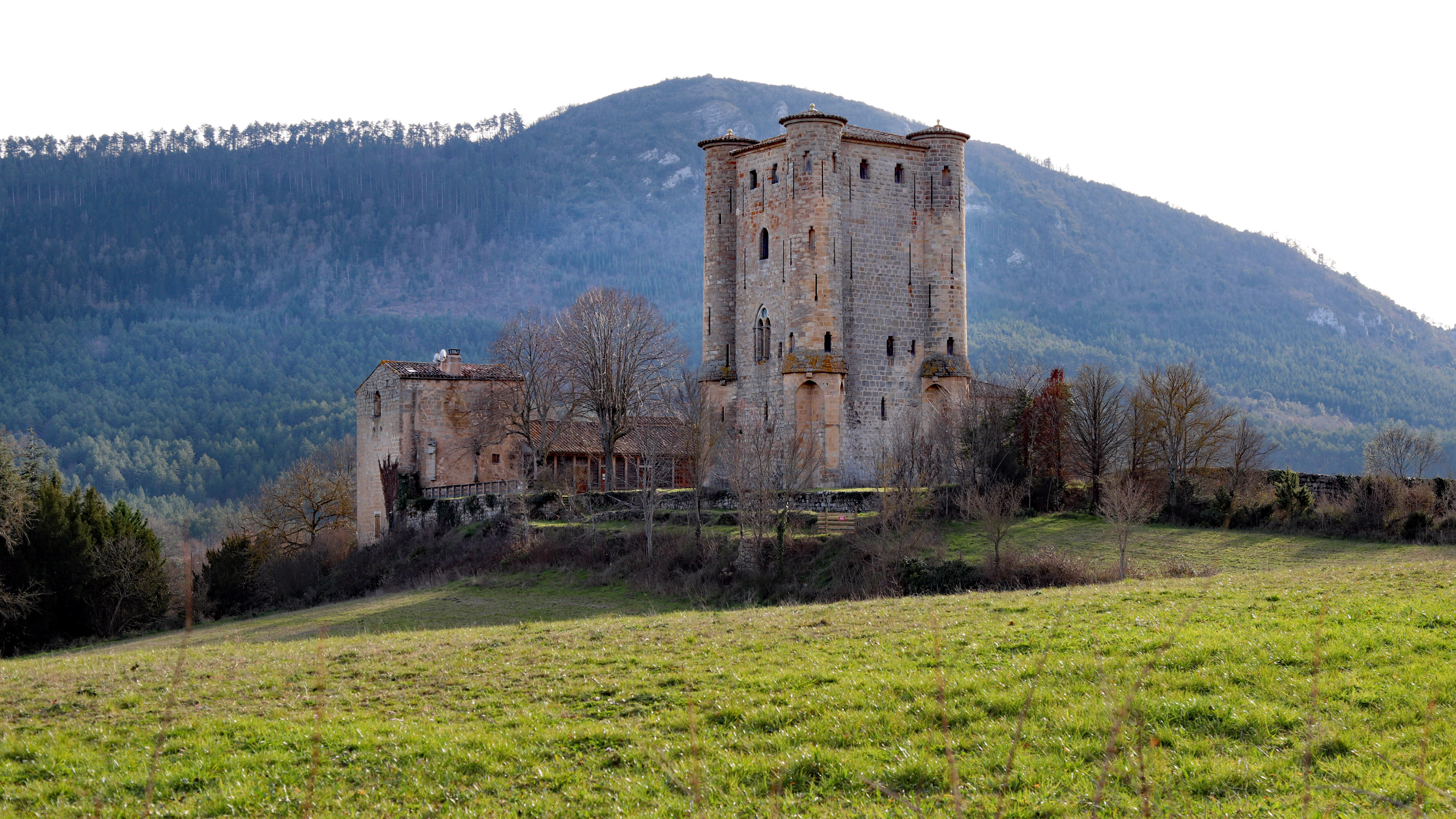
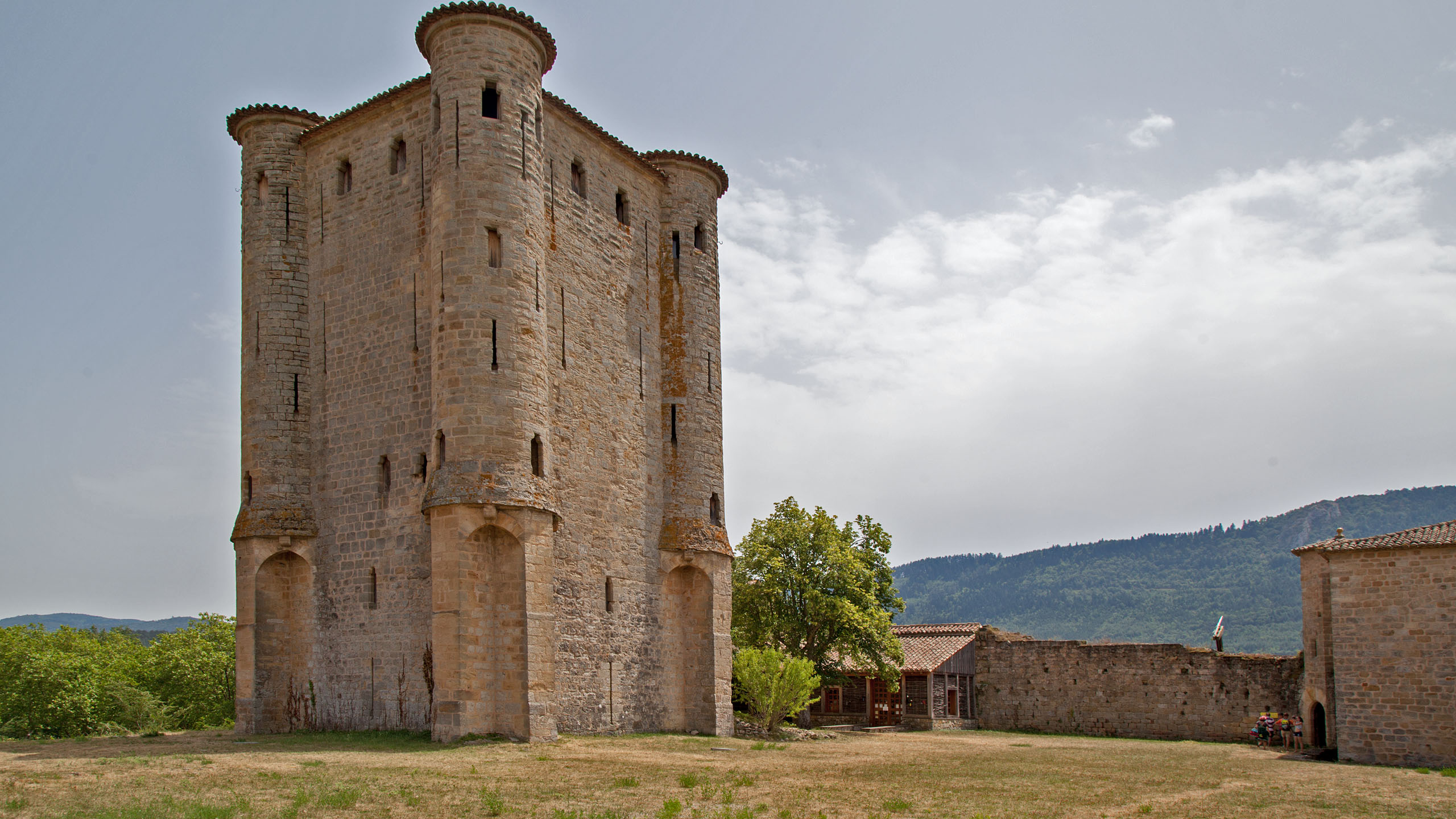
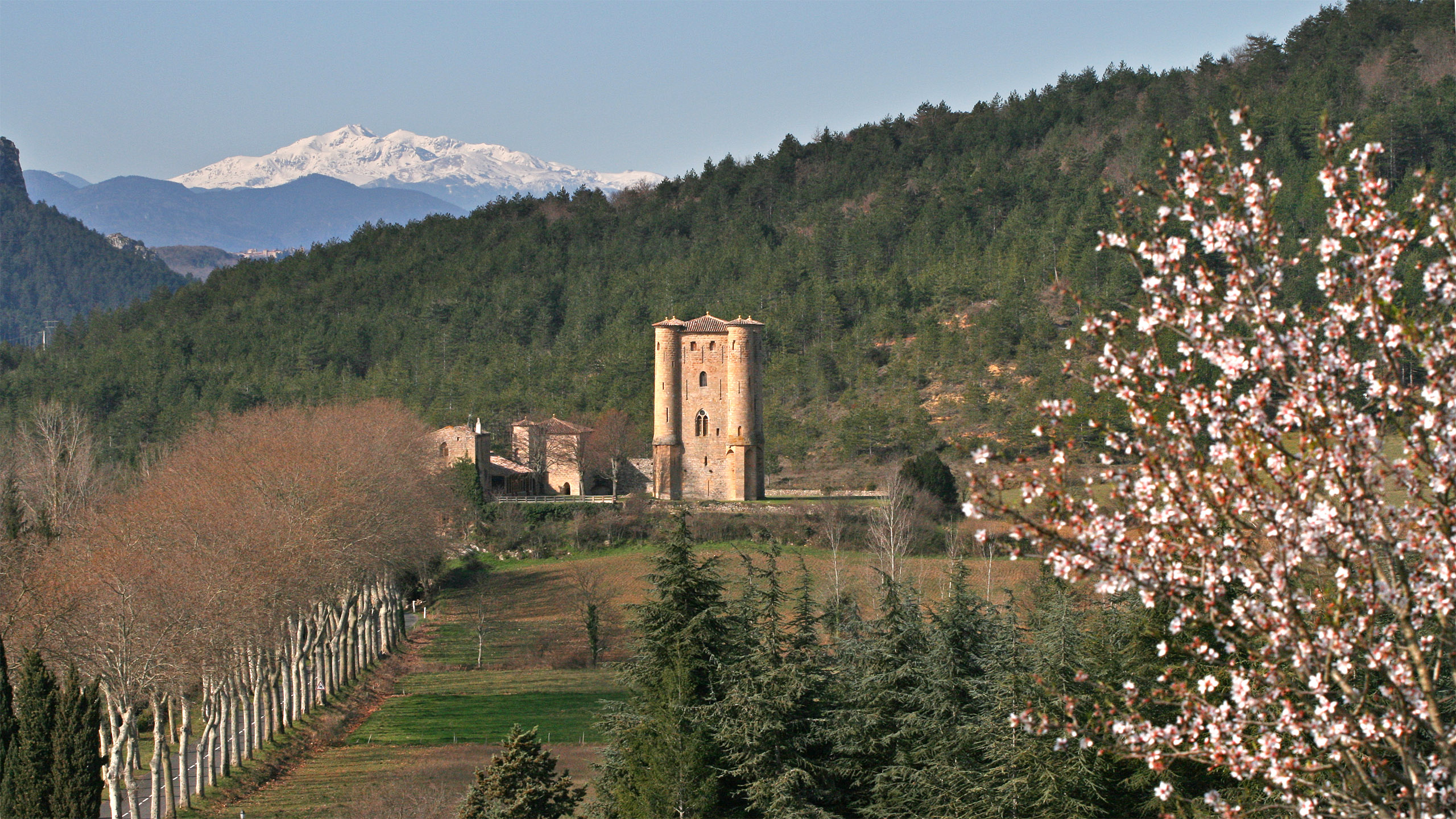
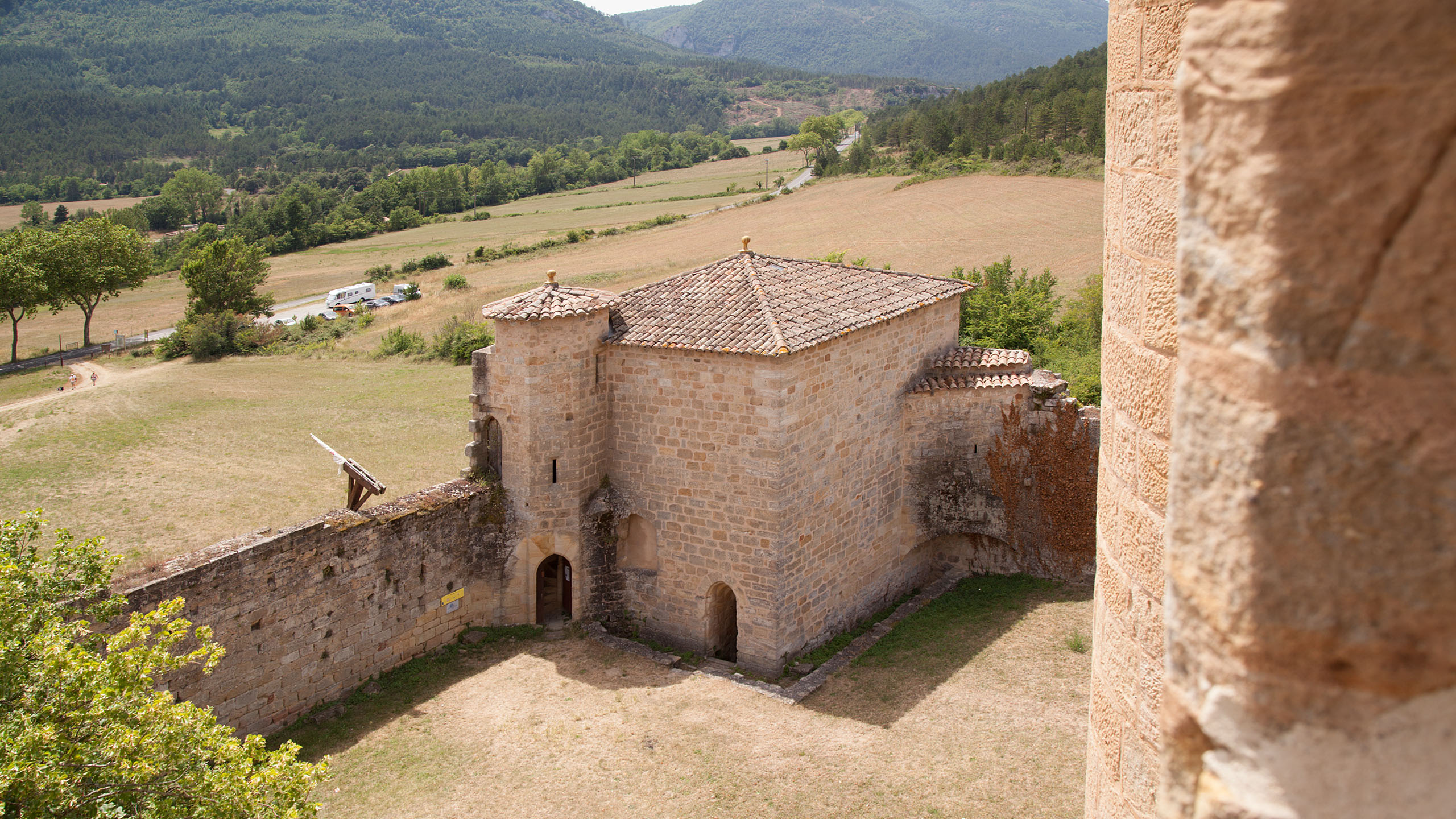
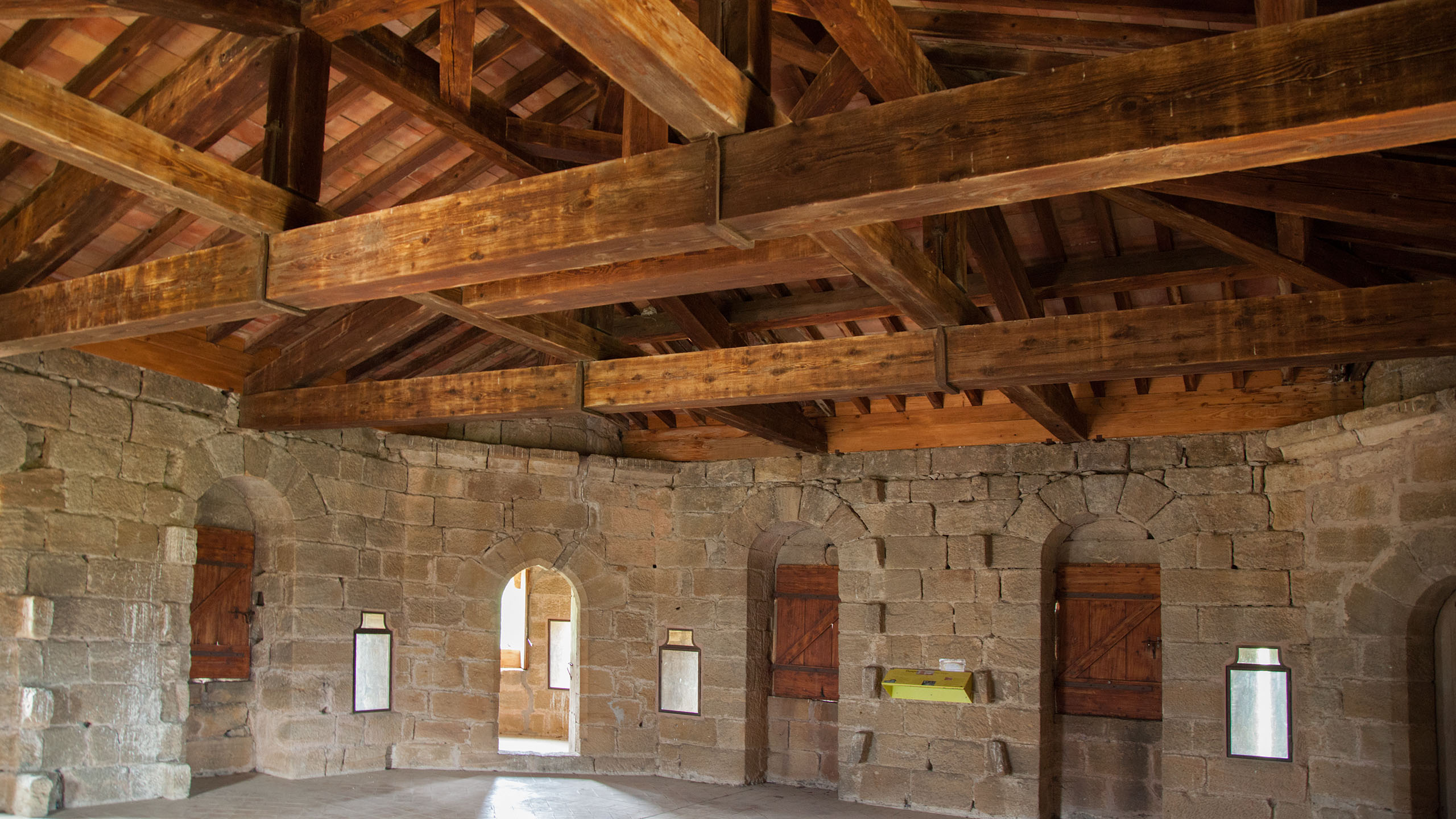
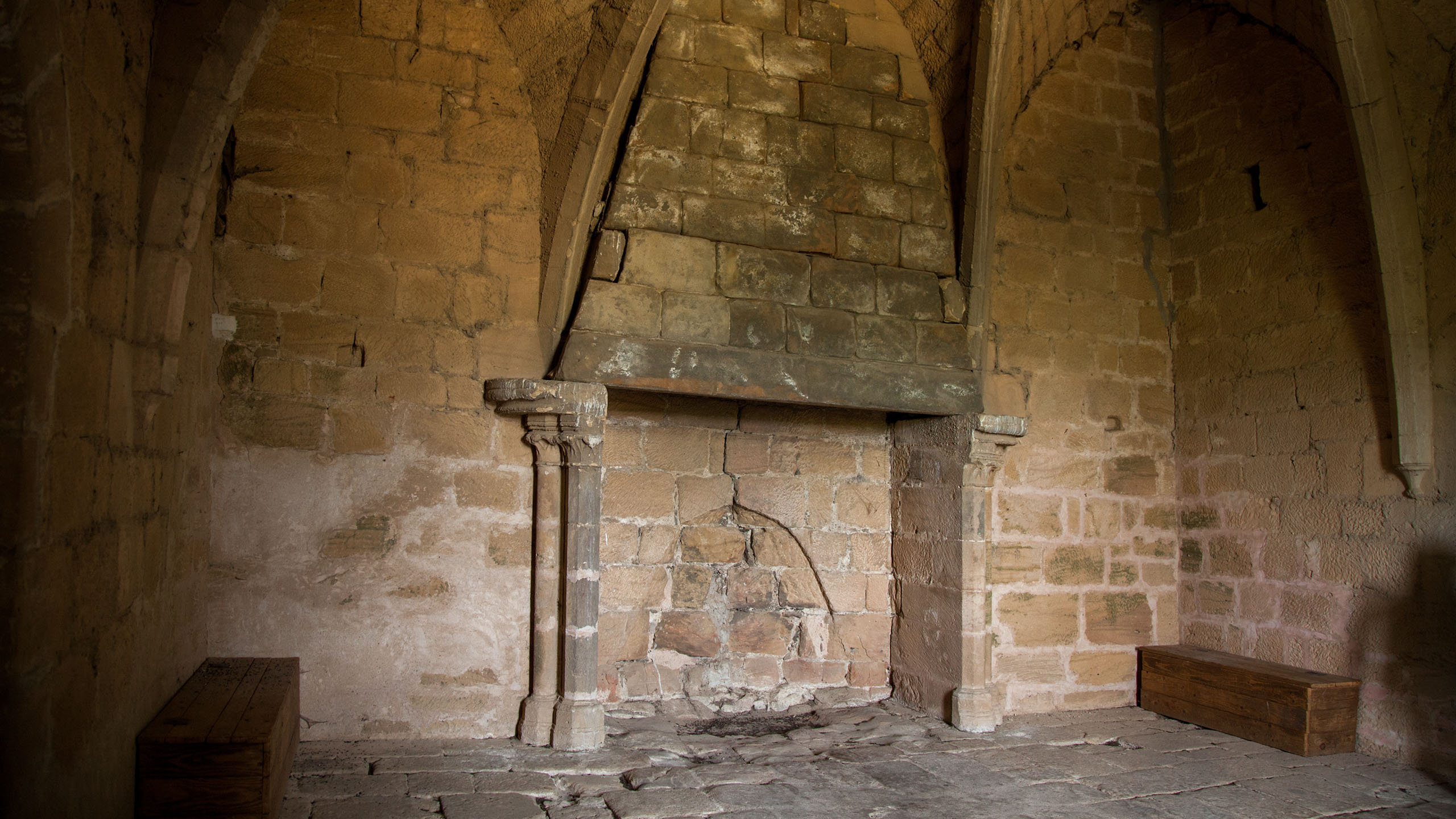

| Lastours Cité de Carcassonne Puilaurens Montségur Puivert Arques Termes Villerouge- Termenès Peyrepertuse Quéribus Aguilar Toulouse Carcassonne Foix Minerve Narbonne vers Montpellier vers Perpignan Méditerranée |